# 谷口好幸
谷口 好幸（たにぐち よしゆき、1959年 - ）は、日本の弁護士、インハウスローヤー。
写真家でアートプロデューサーの谷口雅彦は従弟。

## 経歴
中央大学法学部卒業。1997年4月 - 株式会社東京ドーム入社。
2002年9月 - 同社、審査法務部長。2008年4月 - 同社、執行役員。2011年4月 - 同社、常務執行役員。2014年4月 - 同社、常務取締役執行役員。2017年1月 - 同社、専務取締役執行役員,経営本部副本部長。2020年1月 - 同社、代表取締役,専務 執行役員 コンプライアンス リスク管理担当。2023年4月 - 同社、代表取締役専務 執行役員コンプライアンス･リスク管理本部長兼リスク管理部･法務室担当及び、株式会社東京ドームホテル取締役（非常勤）。